# 小科列雷博物館

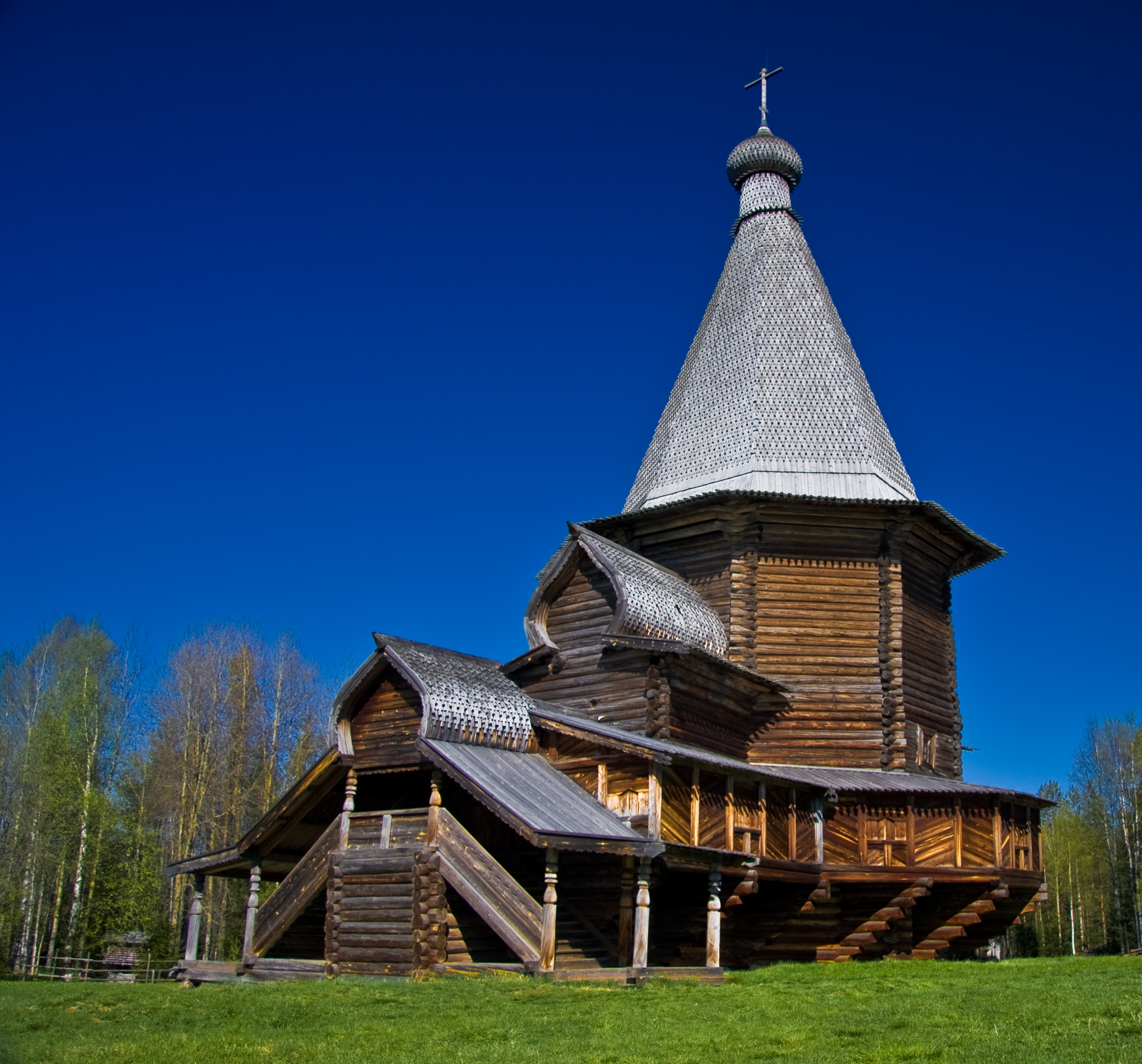
建於1672年的聖喬治教堂，位於上托伊馬區，也屬於博物館的一部分

小科列雷博物館 （俄语：Малые Корелы）是一个位於北俄羅斯阿尔汉格尔斯克州普里莫爾斯基區的村莊，主要景點是生态博物馆，有許多傳統的木造建築。馬爾耶卡雷利博物館位於北德维纳河右岸，阿尔汉格尔斯克這座城市位於西北方約25公里。

## 歷史
博物館建立於1964年7月17日，傳統的木造建築具有相當高的識別度，也是北俄羅斯相當具有特色的設計，用於教堂、民房等一些建築物，分散在阿尔汉格尔斯克州各地，也是國家保護的文化資產之一。當然最主要的目標是要保護當地優異的木造古蹟。第一座建築物有是建於1744年的風車建築，位於霍爾莫戈雷區，不過到1968年才被轉移到博物館區內 ；1972年，第一個展覽品圣詹姆斯的聖像畫，在1972年被转到博物馆。建築物被轉移之時，博物館的規劃也如火如荼的進行，其中被分成許多區塊，代表不同的歷史區域。第一個部分，卡爾戈波爾和奧涅加是在1973年完成，並於1973年6月1日對大眾開放。

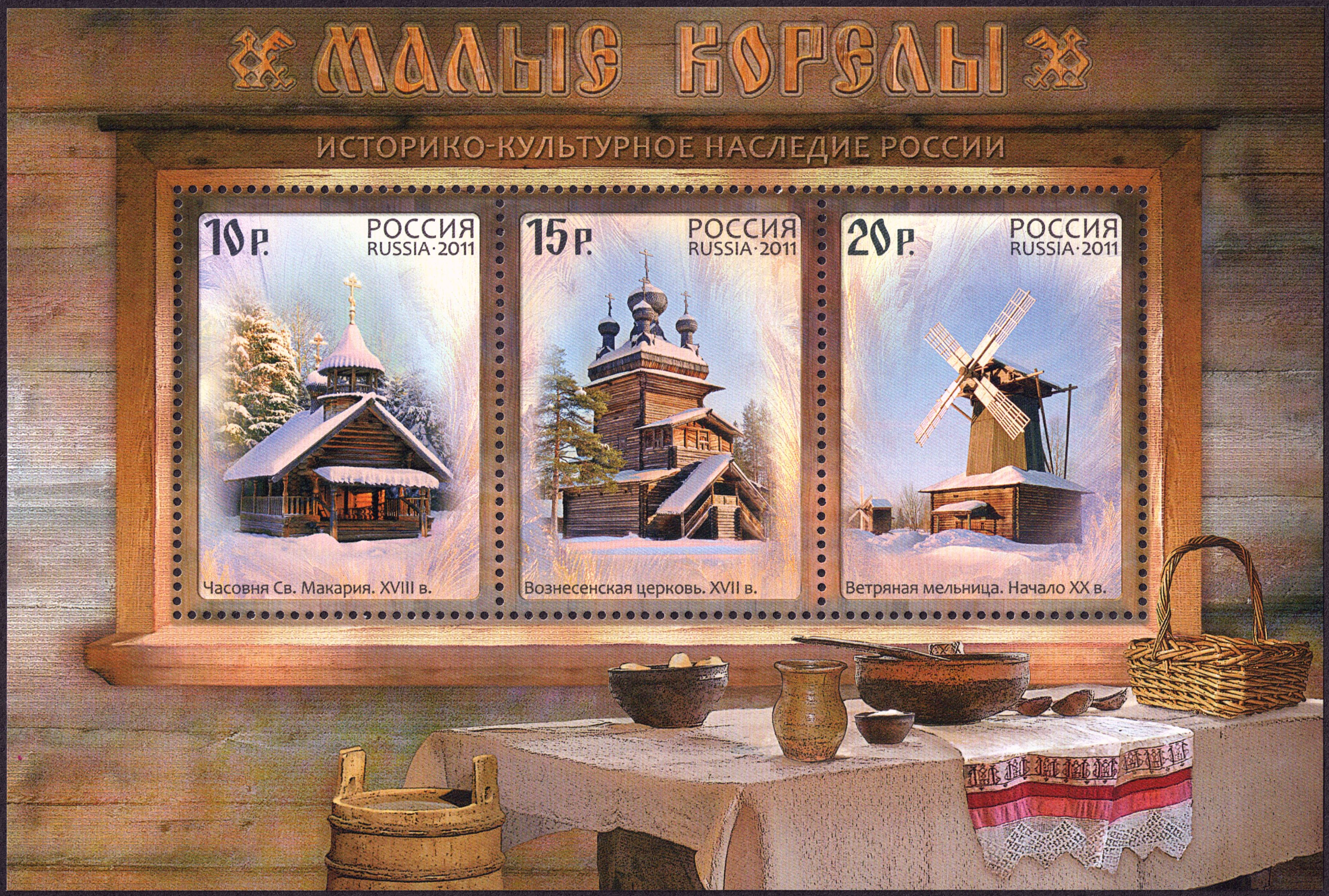
2011年，俄罗斯发布了一組三張的邮票，圖案為木造建築物的插畫，同時於博物館販售。

1983年，博物馆成为歐洲生態博物館協會成員之一。1986年以前，博物馆屬於阿爾漢格爾斯克美術館的一部分，不過在這之後成為一個獨立的藝術博物館門。1995年被指定為具有對俄羅斯聯邦有意義的文化古蹟。利迪亞·博斯特羅姆是1975年至2005年之間的博物館館長。

## 展覽品
该博物馆中包括的主要展区，位於靠近村庄的Malye Korely，三个纪念碑的位置在其他地方，
- 瑪麗亞·庫尼岑娜莊園：是20世紀初一位富有漁民的房子，位於阿爾漢格爾斯克州
- 聖尼古拉教堂(建於1581~1584年)：位於普里莫爾斯基區 (阿爾漢格爾斯克州)的利亞夫利亞小村莊
- 北德文斯克尼奧諾克薩村有一座三合體的教會，包括三位一体的教会(1727年)、聖尼古拉教堂(1762年)與鐘塔(1834年)。

主要博物馆的区域划分为四个部分
- 卡爾戈波爾和奧涅加：阿尔汉格尔斯克州西南部的代表，奥涅加河和周围的村庄卡尔戈波尔
- 德維納：代表北德维纳河
- 梅津：代表梅津河
- 皮涅加：代表皮涅加河，這區目前並不完整